# 91 데이즈
91 데이즈(91Days 또는 91 Days)는 일본의 애니메이션 텔레비전 시리즈이다. 미국의 금주법 시대를 배경으로 하는 이 시리즈는 안젤로 라구사(Angelo Lagusa)가 등장하며 배네티가(家)에 대한 복수할 기회를 노린다. 2016년 7월 9일부터 2016년 10월 1일까지 방영되었다. (총 12화 + 1화 OVA로 구성된다.)